# Sisymbriopsis
Sisymbriopsis är ett släkte av korsblommiga växter. Sisymbriopsis ingår i familjen korsblommiga växter.
Kladogram enligt Catalogue of Life:
| Sisymbriopsis | \| \| Sisymbriopsis mollipila \| \| \| \| \| \| Sisymbriopsis pamirica \| \| \| \| \| \| Sisymbriopsis schugnana \| \| \| \| \| \| Sisymbriopsis shuanghuica \| \| \| \| \| \| Sisymbriopsis yechengnica \| \| \| \| |
|               | \| \| Sisymbriopsis mollipila \| \| \| \| \| \| Sisymbriopsis pamirica \| \| \| \| \| \| Sisymbriopsis schugnana \| \| \| \| \| \| Sisymbriopsis shuanghuica \| \| \| \| \| \| Sisymbriopsis yechengnica \| \| \| \| |
|               | Sisymbriopsis mollipila |
|               | |
|               | Sisymbriopsis pamirica |
|               | |
|               | Sisymbriopsis schugnana |
|               | |
|               | Sisymbriopsis shuanghuica |
|               | |
|               | Sisymbriopsis yechengnica |
|               | |